# Čemerika
Čemerika (lat. Veratrum; sin. Melanthium L., nom. rej.), rod od trideset vrsta ljekovitog bilja iz porodice Melanthiaceae. U Hrvatskoj su poznate crna, bijela i gorska čemerika. 
Cijela biljka je jako otrovna (osobito za srce), oštrog i gorkog okusa. Stabljika naraste do visine od jedan i pol metar, listovi su joj kožasti, debeli, uzdužno izrezbareni i bez peteljke.
Voli vlažne planinske livade, i često se vidi u društvu s mrazovcem (Colchicum).
Podanak je dug nekoliko centimetara, i iz njega izbijaju korjenčići dugi do 10 cm. Prašina suhog lišća koja se dodaje burmutu izaziva kihanje, pa se bijelia čemerika naziva i kihavac, kihavka.
Korijen je otrovan, ali i ljekovit.

## Vrste
1. Veratrum albiflorum Tolm.
2. Veratrum album L.
3. Veratrum anticleoides (Trautv. & C.A.Mey.) Takeda & Miyake
4. Veratrum californicum Durand
5. Veratrum dahuricum (Turcz.) O.Loes.
6. Veratrum dolichopetalum O.Loes.
7. Veratrum fimbriatum A.Gray
8. Veratrum formosanum O.Loes.
9. Veratrum grandiflorum (Maxim. ex Miq.) O.Loes.
10. Veratrum insolitum Jeps.
11. Veratrum lobelianum Bernh.
12. Veratrum longebracteatum Takeda
13. Veratrum maackii Regel
14. Veratrum maximum (Nakai) M.N.Tamura & N.S.Lee
15. Veratrum mengtzeanum O.Loes.
16. Veratrum micranthum F.T.Wang & Tang
17. Veratrum nigrum L.
18. Veratrum oblongum O.Loes.
19. Veratrum oxysepalum Turcz.
20. Veratrum schindleri O.Loes.
21. Veratrum shanense W.W.Sm.
22. Veratrum stamineum Maxim.
23. Veratrum taliense O.Loes.
24. Veratrum × tonussii Poldini
25. Veratrum versicolor Nakai
26. Veratrum viride Aiton